# Пелевиха (Вожегодский район)
Пелевиха — деревня в Вожегодском районе Вологодской области.
Входит в состав Вожегодское городское поселение, с точки зрения административно-территориального деления — в Вожегодский сельсовет.
Расстояние до районного центра Вожеги по автодороге — 9,5 км. Ближайшие населённые пункты — Окуловская-1, Савинская, Гридинская.
По переписи 2002 года население — 1 человек.